# Collégiale Notre-Dame de Melun

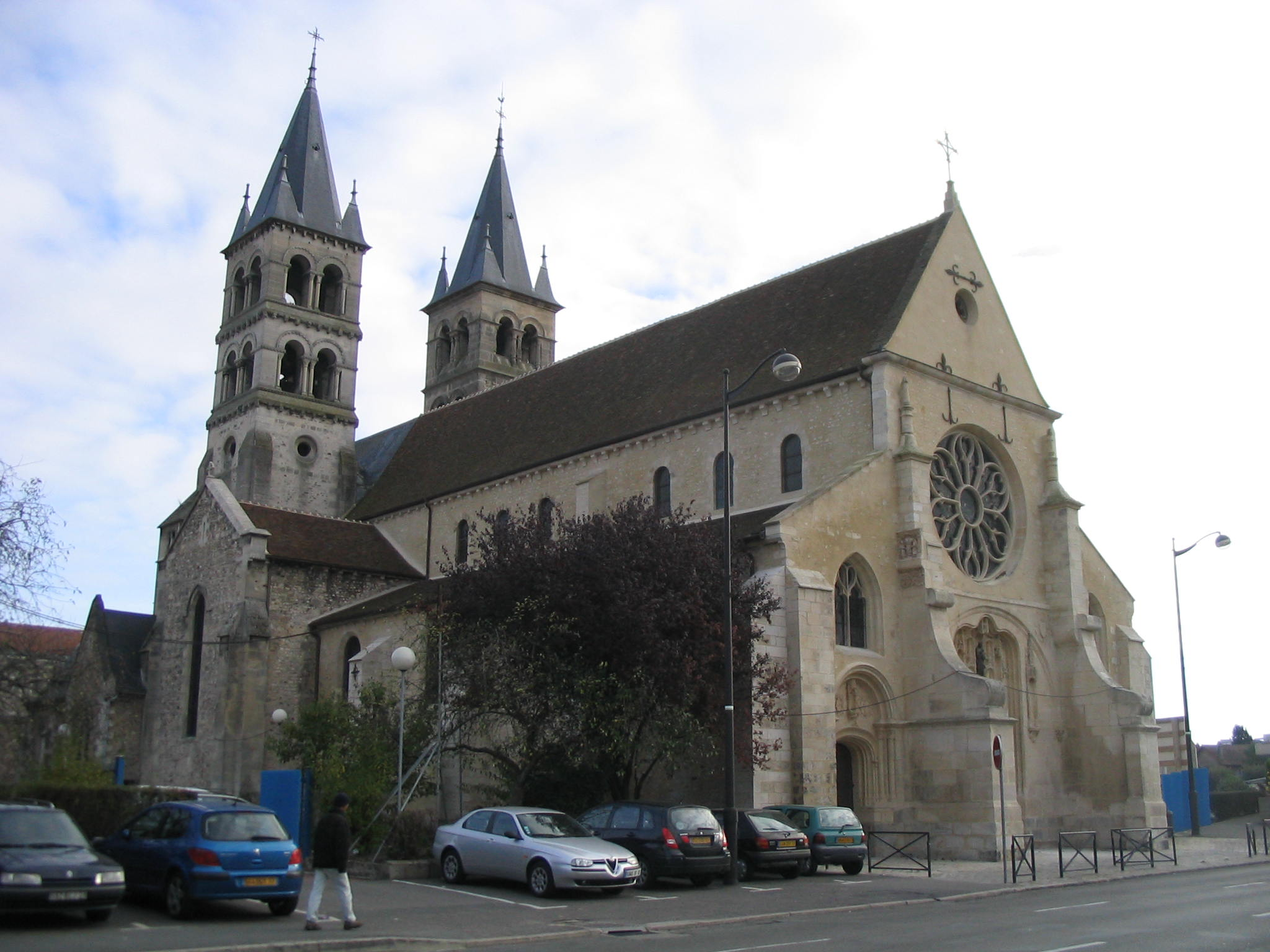
Kerk Notre-Dame

De Collégiale Notre-Dame de Melun is een voormalige kapittelkerk in de Franse stad Melun.

## Geschiedenis
Het kapittel werd gesticht door koning Robert de Vrome en liet tussen 1016 en 1031 een kapittelkerk bouwen op het riviereiland Saint-Étienne, op de plaats van een oudere kerk. De vroeggotische kapitelen in het schip en het chevet bevatten motieven van planten en gevleugelde sirenen. Tussen 1161 en 1198 werd een nieuw koor gebouwd. De zuidelijke toren werd herbouwd tussen 1515 en 1524. Hierbij werd het embleem van koning Frans I, de salamander, aangebracht. Toen werd ook de voorgevel verbouwd.
In 1790 werd het kapittel van Notre-Dame ontbonden. In die periode werden ook de torenspitsen ontmanteld en het roosvenster in de westelijke gevel dichtgemetseld. Het kerkgebouw deed in de revolutionaire periode dienst als opslag- en vergaderruimte. In 1796 werd de kerk opnieuw ingewijd als parochiekerk. In 1811 werd de muur van de gevangenis van Melun tegen de kerkmuren aangebouwd, maar dit werd ongedaan gemaakt in 1850. Tussen 1853 en 1859 werd de kerk gerestaureerd en werden opnieuw torenspitsen aangebracht.
De kerk werd beschermd als historisch monument in 1840.

## Afbeeldingen

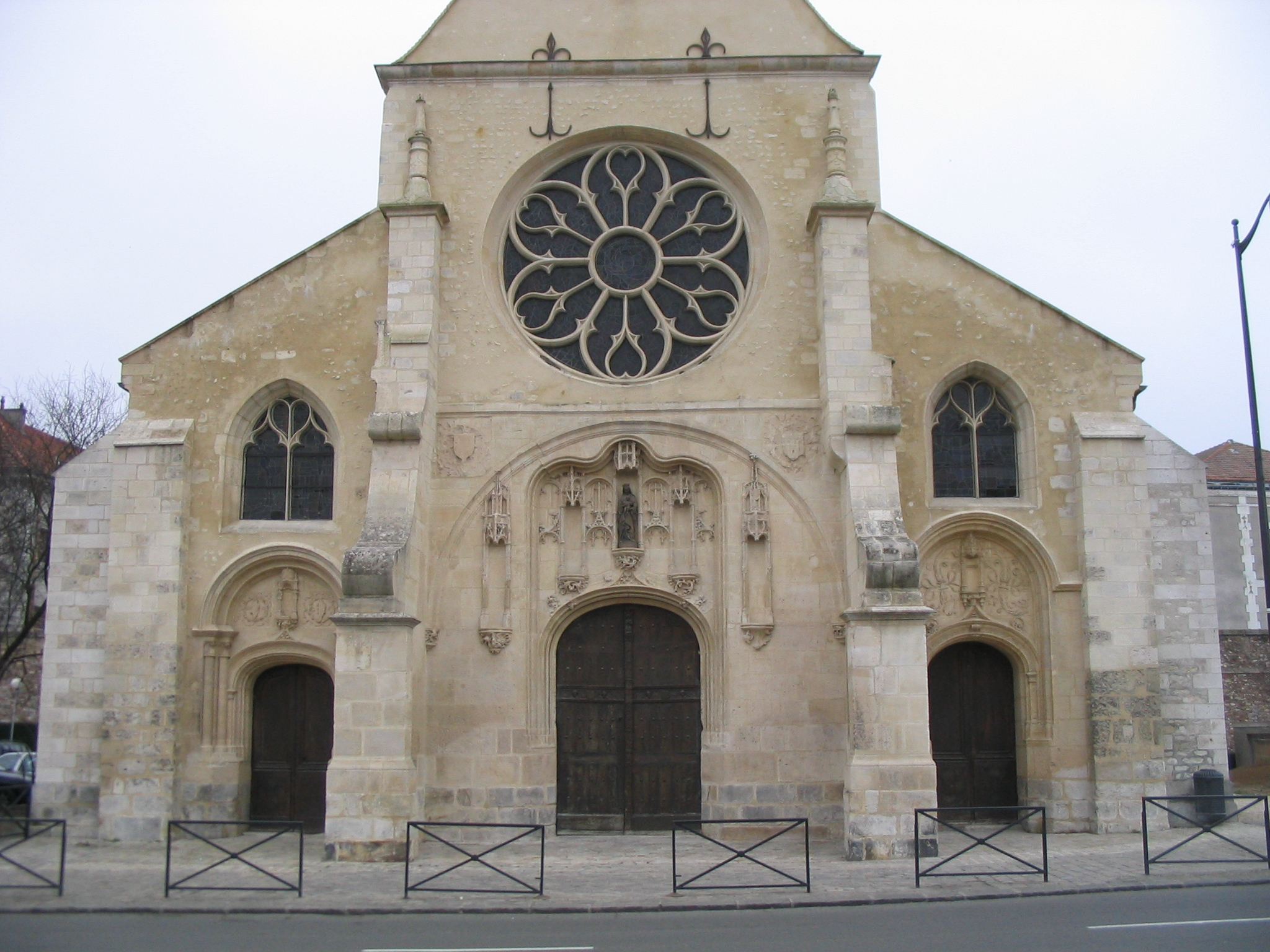
Westelijke gevel
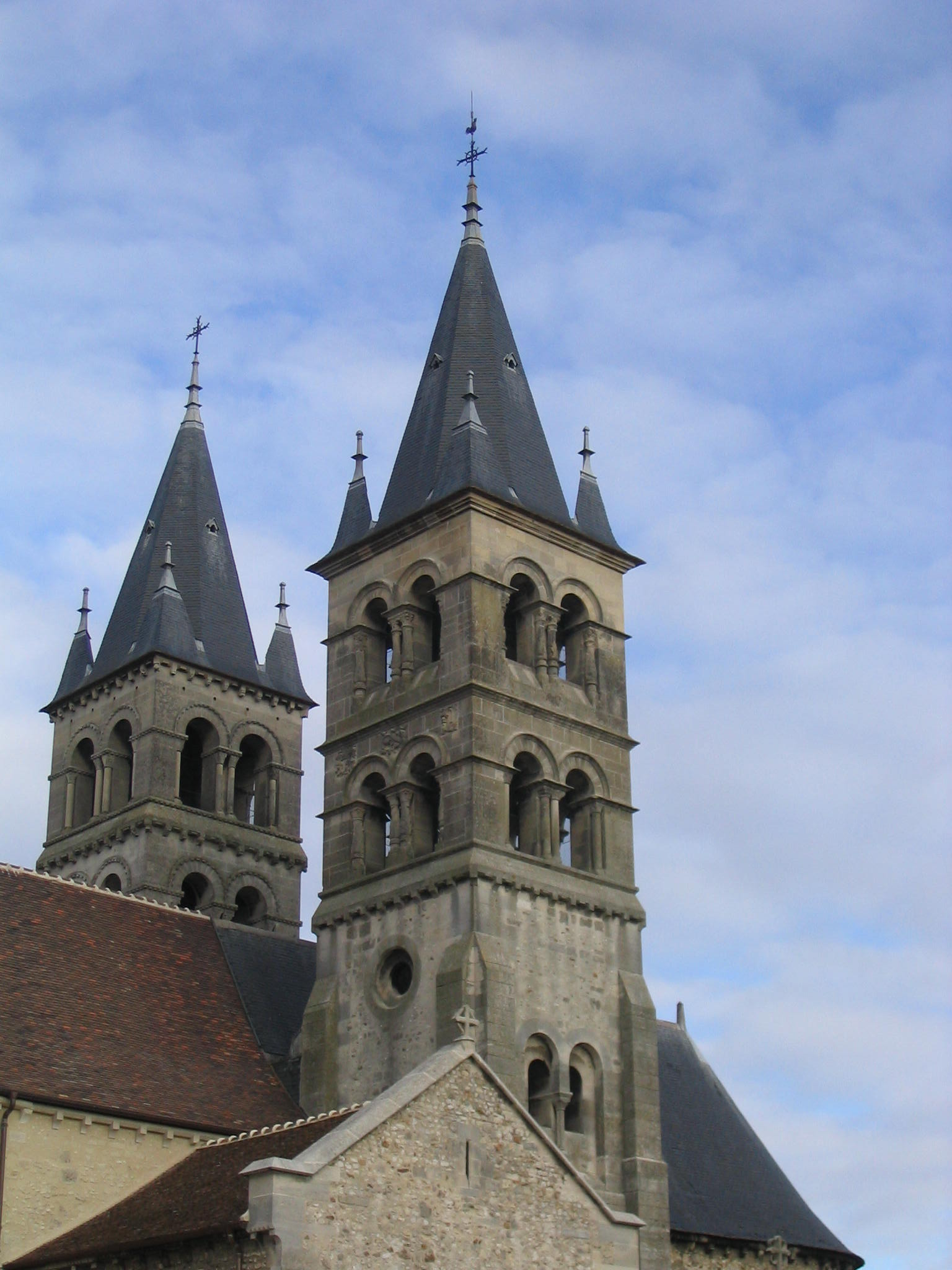
Torens
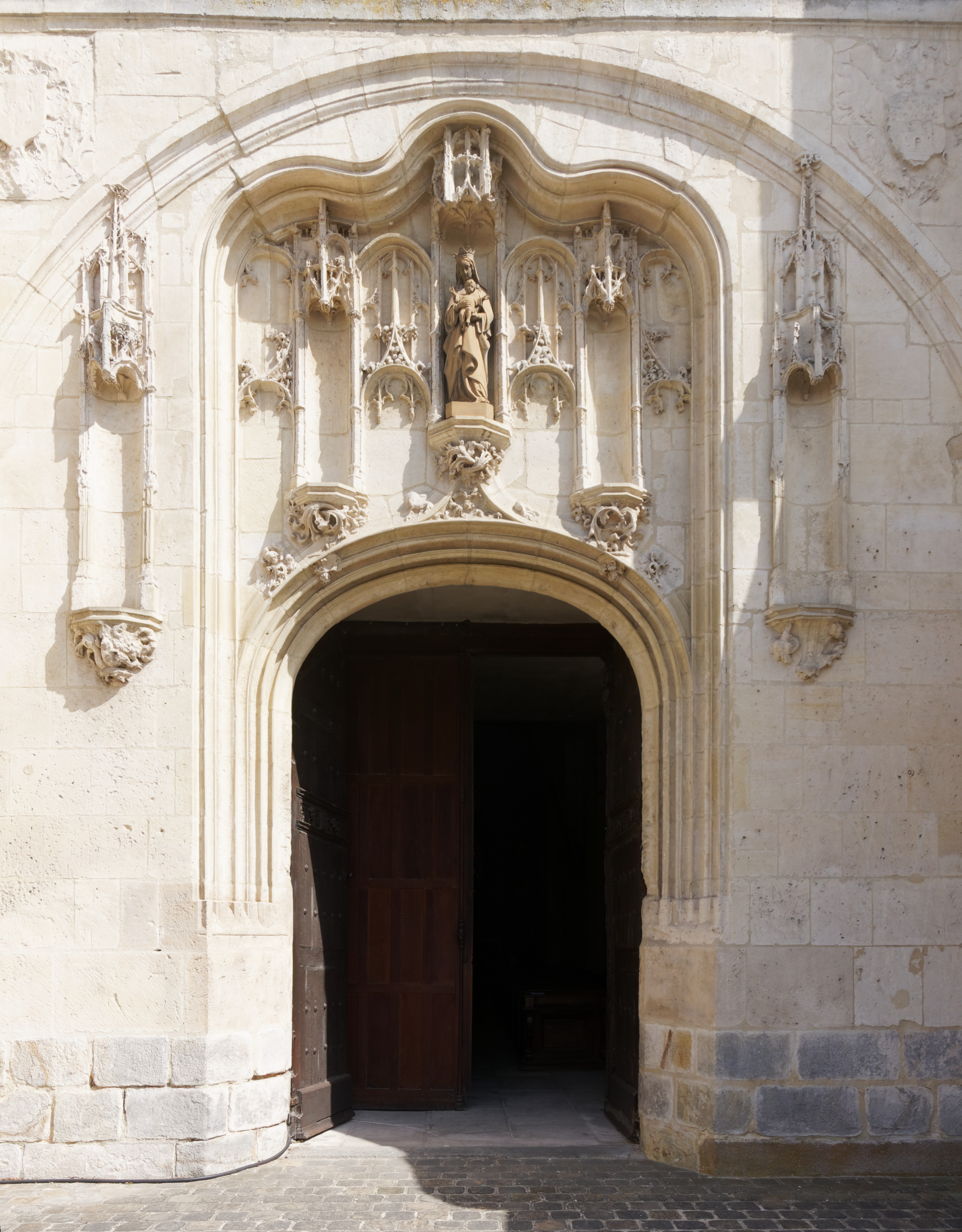
Portaal
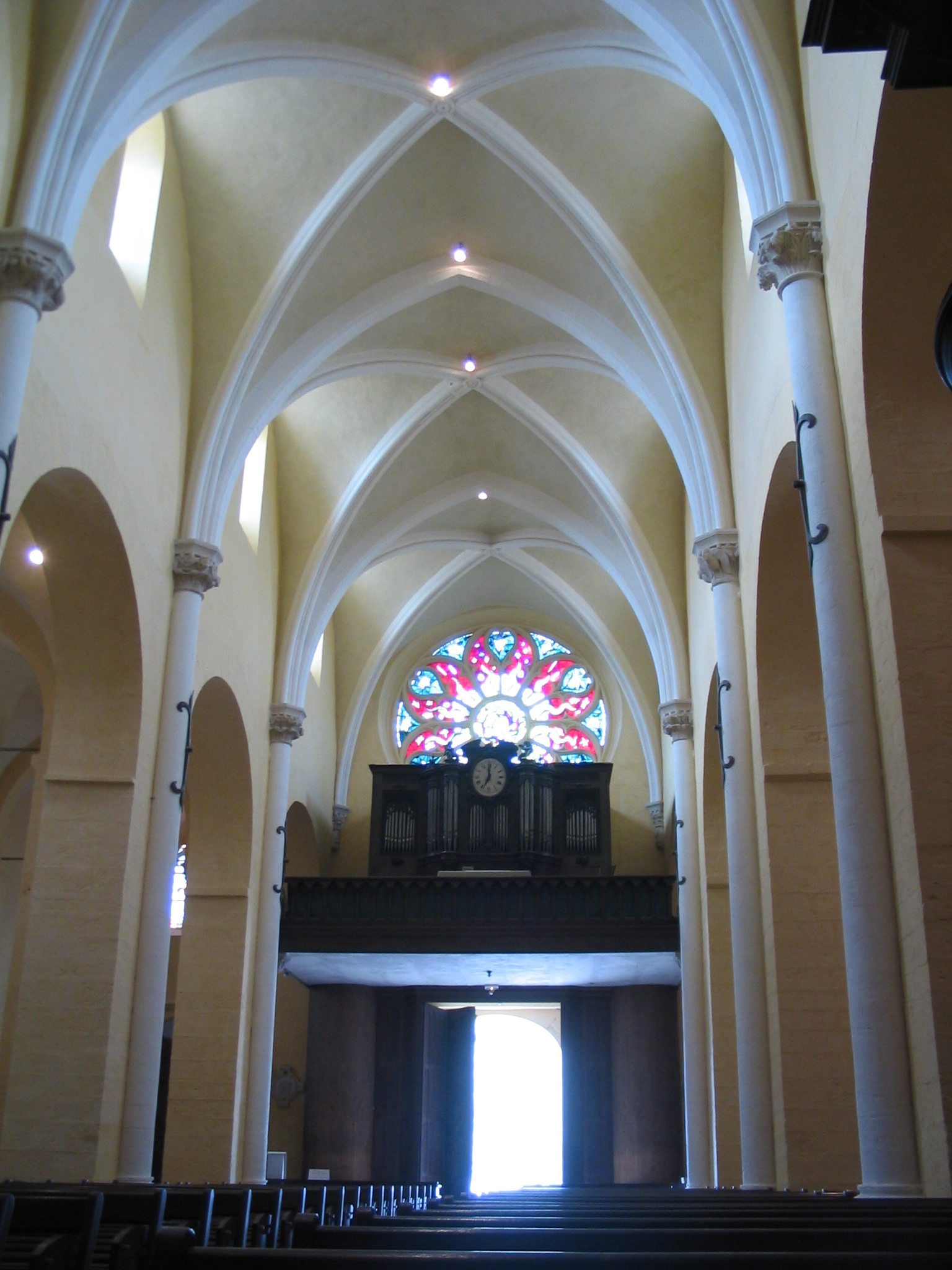
Orgel
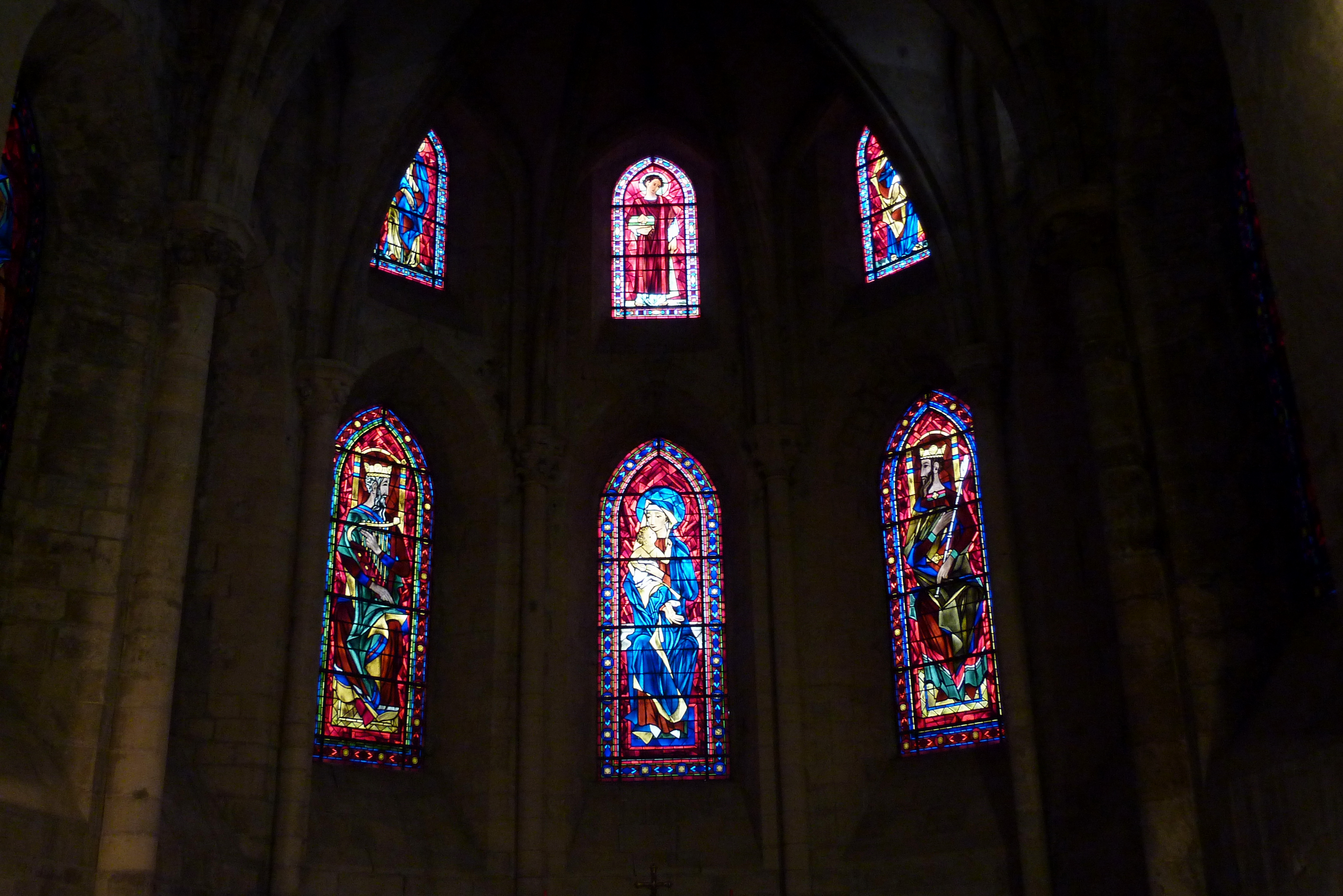
Glasramen